# Lucinges
Lucinges ist eine französische Gemeinde im Département Haute-Savoie in der Region Auvergne-Rhône-Alpes.

## Geographie
Lucinges liegt auf 715 m, etwa 13 Kilometer östlich der Stadt Genf (Luftlinie). Das Dorf erstreckt sich auf einer Verebnungsfläche an aussichtsreicher Lage am Südwesthang der Bergkette von Les Voirons, hoch über dem Arvetal und dem Genferseebecken.
Die Fläche des 7,69 km² großen Gemeindegebiets umfasst einen Abschnitt des unteren Arvetals. Das Gemeindeareal erstreckt sich vom Hangfuß bei Cranves-Sales oberhalb des Tals der Menoge nach Nordosten über den Sonnenhang von Lucinges bis auf den dicht bewaldeten Kamm des Massivs von Les Voirons. Auf dem Pralère wird mit 1410 m die höchste Erhebung von Lucinges erreicht.
Zu Lucinges gehören verschiedene Weilersiedlungen, darunter Chez Veluz (605 m) unterhalb und Milly (742 m) oberhalb des Dorfes. Nachbargemeinden von Lucinges sind Cranves-Sales im Norden, Saint-André-de-Boëge und Fillinges im Osten sowie Bonne im Süden.

## Geschichte

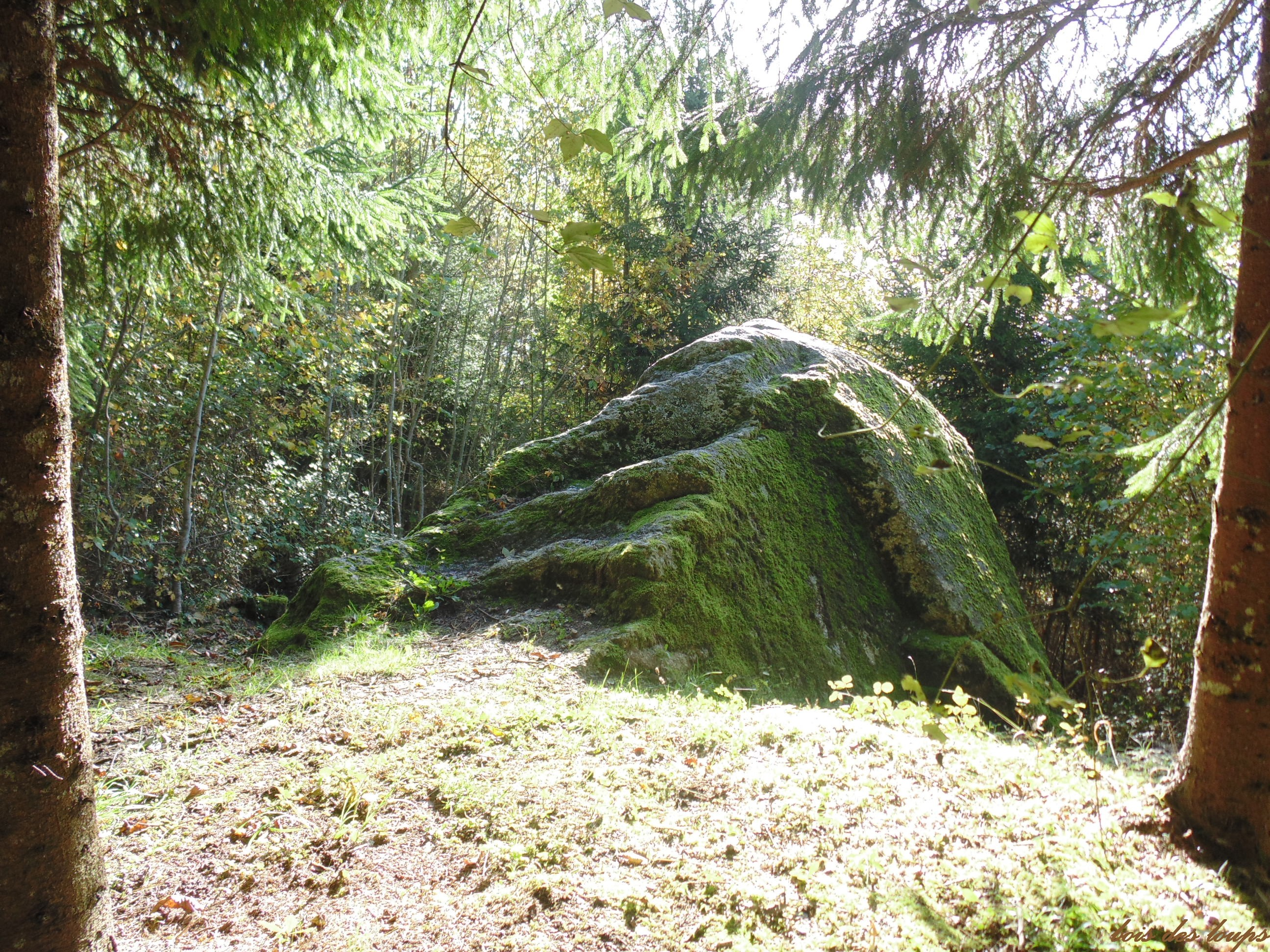
Bloc de Saussure

Der Ortsname leitet sich vom burgundischen Personennamen Lauso ab und bedeutet so viel wie bei den Leuten des Lauso. Die Alemannen nannten den Ort Lusingen. Auf dem Gebiet von Lucinges befand sich ein im 14. Jahrhundert zerstörtes Schloss der Herren von Faucigny.

## Sehenswürdigkeiten
Die Dorfkirche stammt aus dem 19. Jahrhundert. Vom ehemaligen Schloss ist ein Turm erhalten.

## Bevölkerung
| Jahr                       | 1962 | 1968 | 1975 | 1982 | 1990 | 1999 |
| Einwohner                  | 368  | 400  | 561  | 660  | 884  | 1211 |
| Quellen: Cassini und INSEE |      |      |      |      |      |      |

Mit 1709 Einwohnern (Stand 1. Januar 2022) gehört Lucinges zu den kleineren Gemeinden des Département Haute-Savoie. Seit Beginn der 1960er Jahre wurde ein kontinuierliches starkes Bevölkerungswachstum verzeichnet. Außerhalb des alten Dorfkerns entstanden am aussichtsreichen Hang von Les Voirons zahlreiche Einfamilienhäuser.
Lucinges war seit 1986 Wohnort des 2016 verstorbenen Romanciers und Literaturwissenschaftlers Michel Butor.

## Wirtschaft und Infrastruktur
Lucinges war bis weit ins 20. Jahrhundert hinein ein vorwiegend durch die Landwirtschaft geprägtes Dorf. Heute gibt es verschiedene Betriebe des lokalen Kleingewerbes. Zahlreiche Erwerbstätige sind Wegpendler, die in den größeren Ortschaften der Umgebung, vor allem im Raum Genf-Annemasse, ihrer Arbeit nachgehen.
Die Ortschaft ist verkehrsmäßig gut erschlossen. Sie liegt oberhalb der Straße D903, welche eine Verbindung von der Autobahn A40 nach Thonon-les-Bains herstellt. Eine weitere direkte Straßenverbindung besteht mit Annemasse.